# Askham Richard
Pour les articles homonymes, voir Askham.
Askham Richard est un village et une paroisse civile du Yorkshire du Nord, en Angleterre. Il est situé à une dizaine de kilomètres au sud-ouest de la ville d'York. Administrativement, il relève de l'autorité unitaire de la Cité d'York. Au recensement de 2011, il comptait 351 habitants.
Jusqu'en 1996, Askham Richard relevait du district de Selby.

## Étymologie
Askham signifie littéralement « la ferme des frênes ». Ce nom se décompose en æsc (vieil anglais) ou askr (vieux norrois) « frêne » et hām « ferme ». La deuxième partie du nom indique qu'un propriétaire du manoir d'Askham au Moyen Âge avait pour prénom Richard.